# Melipotis jucunda
Melipotis jucunda är en fjärilsart som beskrevs av Jacob Hübner 1818. Melipotis jucunda ingår i släktet Melipotis och familjen nattflyn. Inga underarter finns listade i Catalogue of Life.